# Kari Rueslåtten
Kari Rueslåtten, née le 3 octobre 1973 à Trondheim, est une chanteuse, auteure et claviériste norvégienne. Elle est surtout connue pour avoir été de 1992 à 1994 la chanteuse du groupe de doom metal expérimental The 3rd and the Mortal, aujourd'hui dissous, qui a été l'un des premiers groupes de metal à utiliser la voix d'une chanteuse dans cette scène au côté de Theatre of Tragedy et The Gathering.
De 1993 à 1995, elle est la chanteuse du groupe de viking metal Storm. Après s'être  retiré du groupe, Kari Rueslåtten se lance dans une carrière solo et a publié neuf albums.

## Biographie

### The 3rd and the Mortal et Storm (1993 - 1995)
Kari Rueslåtten est née à Trondheim. Après avoir fait partie de quelques groupes locaux, elle intègre à l'âge  de 19 ans le groupe de doom metal progressif The 3rd and the Mortal, avec lequel elle enregistre la démo The 3rd and the Mortal en 1993, l'EP Sorrow en 1993 et l'album Tears Laid in Earth en 1994, par l'intermédiaire du label Voices of Wonder. La formation développe alors un metal atmosphérique mélodique sombre mélangé avec des éléments folk, progressif et des harmonies dissonantes avec une voix de soprano. The 3rd and the mortal est alors l'un des premiers groupes avec Theatre of Tragedy et The Gathering à utiliser une chanteuse à part entière,. Elle quitte la formation en 1995. L'album Tears Laid in Earth aura d'ailleurs un énorme impact, selon Tuomas Holopainen, dans la création du groupe de metal symphonique finlandais Nightwish,.
De 1993 à 1995, elle rejoint le groupe de viking metal Storm avec qui elle publie l'album Nordavind (1995) qui s'inspire du folklore norvégien. La chanteuse finit par quitter le groupe à la suite de propos extrêmes anti-chrétiens écrits à la dernière minute par ses collègues dans la chanson Oppi fjellet,.

### Carrière solo (depuis 1995)

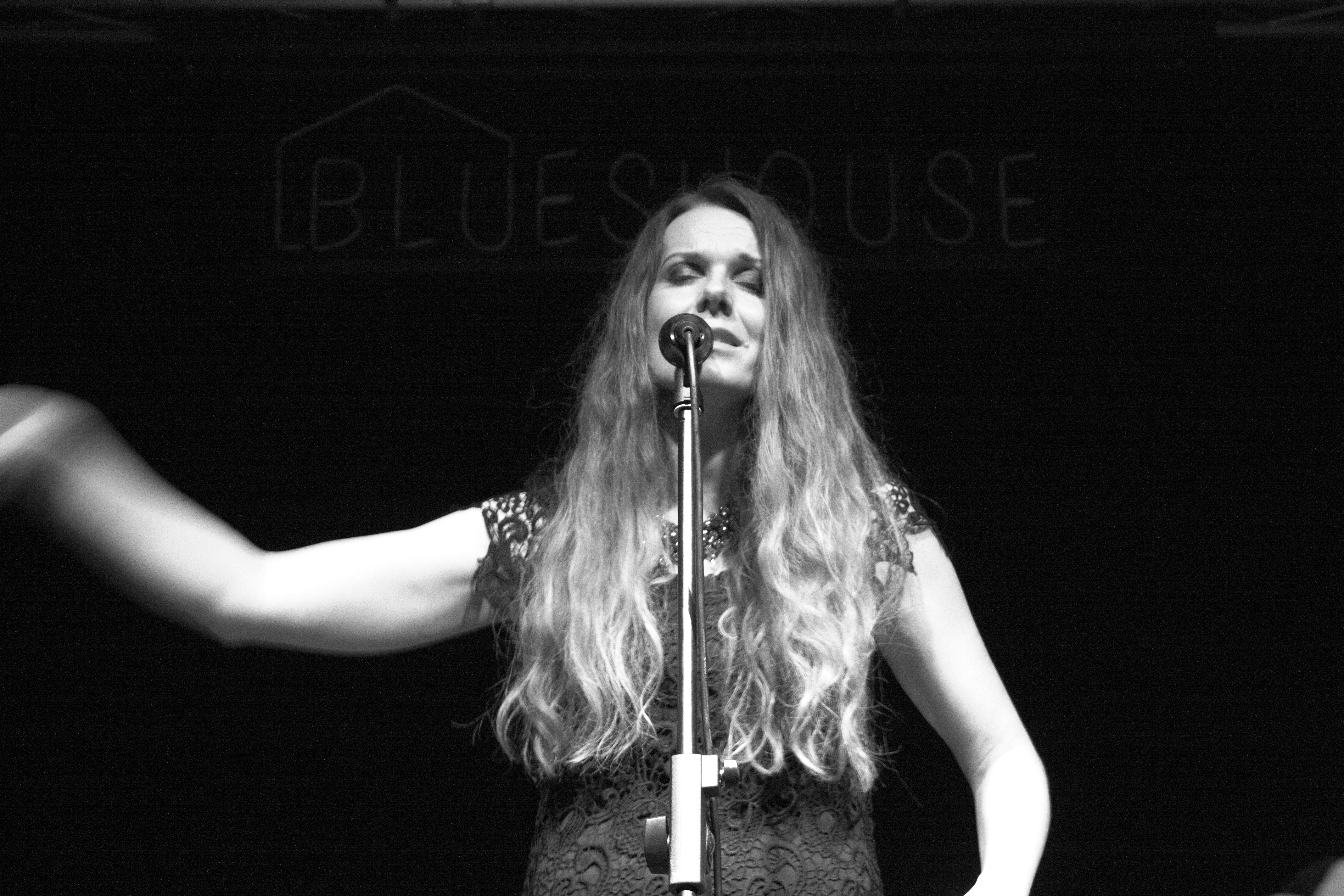
Kari Rueslåtten en 2016.

En 1995, la chanteuse publie son premier album demos appelé Demo Recordings qui s’intègre dans de la musique folk scandinave. Spindelsinn, son premier album solo officiel, sort en 1997 chez Sony Norvège. Il est entièrement chanté en norvégien et fait honneur au style de la musique folklorique nordique. Elle a été nommée comme « meilleure artiste vocale » aux Grammy Awards norvégiens et comme « meilleure artiste féminine » aux Hit-Awards norvégiens. L'année suivante, elle sort son deuxième album, Mesmerized. Il s'agit d'un album plus doux, avec des paroles plus personnelles, dans lequel elle abandonne le style folk-acoustique pour explorer des sonorités plus modernes. Le style de chant rappelle en partie celui de Tori Amos, mélangé à son propre style.
Lasse de dépendre de producteurs pour obtenir les sons qu'elle souhaite pour ses chansons, elle décide d'étudier la production à Londres, en Angleterre, pendant quelques années. Après avoir rejoint le label suédois GMR Music Group, Rueslåtten sort l'album expérimental Pilot, qui contient beaucoup de sons modernes pouvant rappeler la musique de Björk. En janvier 2005, elle publie Other People's Stories. À la fin de l'année 2005, après avoir donné quelques concerts en soutien à son dernier album, elle décide de faire une pause dans sa carrière artistique.
En 2013, Kari Rueslåtten fait son retour avec la reprise du classique de The 3rd and The Mortal Why So Lonely, avec Tuomas Holopainen de Nightwish au piano et aux claviers, puis enchaîne avec l'album Time to Tell en 2014, sur le label suédois Despotz Records.
En 2014, elle forme avec Anneke van Giersbergen (ex-The Gathering) et Liv Kristine (ex-Theatre of Tragedy, ex-Leaves' Eyes) le supergroupe The Sirens. L'idée du projet débute en 2013, lorsque Liv Kristine rencontre Anneke van Gierbergen, au festival Masters of Rock en République tchèque. À cette époque van Gierbergen était en contact avec Kari Rueslåtten, qui reprenait sa carrière musicale,. Les trois chanteuses décident alors d'enregistrer trois titres : Sisters of the Earth, Embracing the Seasons et Fearless. The Sirens décident de partir en tournées dans toutes l'Europe et font en août 2016 la première partie de Nightwish. Durant cette tournée les trois chanteuses interprètent chacune trois chansons de leurs anciens groupe, c'est-à-dire Theatre of Tragedy, The Gathering et The 3rd and the Mortal, et trois titres de leurs répertoires actuels.
Le 22 octobre 2015, Kari Rueslåtten publie son sixième album To The North, qui fusionne la musique acoustique de ses anciens albums avec les atmosphères plus sombres inspirées par son pays d'origine, la Norvège. Les singles extraits de cet album sont une reprise de la chanson Turn, Turn, Turn des Byrds de 1965, qui la présente de manière plus sombre et plus mélancolique et Battle Forevermore. Il est suivi par les albums Silence Is the Only Sound  (2017) et l'album en norvégien Sørgekåpe (2020). Le titre Sørgekåpe est publié en tant que premier single de l'album le 8 mars 2020 à l'occasion de la Journée internationale de la femme, dans un clip vidéo réalisé par le réalisateur norvégien Troll Toftenes et tourné dans les montagnes de Dovrefjell.

## Discographie

### Carrière solo
- Demo Recordings (1995)
- Spindelsinn (1997)
- Mesmerized (1998)
- Pilot (2002)
- Other People's Stories (2005)
- Time to Tell (2014)
- To the North (2015)
- Silence is the Only Sound (2017)
- Sørgekåpe (2020)

### Avec The 3rd and the Mortal
- Sorrow (1994)
- Tears Laid in Earth (1994)

### Avec Storm
- Nordavind (1995)